# Ozawkie (Kansas)
Ozawkie – miasto w Stanach Zjednoczonych, w stanie Kansas, w hrabstwie Jefferson.